# Том Зе
Том Зе (порт.Tom Zé), настоящее имя Антониу Жозе Сантана Мартинс (порт. Antônio José Santana Martins), род. 11 октября 1936, Ирара, Баия, Бразилия) — бразильский музыкант, певец и мультиинструменталист, яркий представитель музыкального движения «Тропикалия».

## Биография
Том Зе вырос в небольшом городке Ирара, штат Баия в Бразилии, в засушливом регионе Сертан на северо-востоке страны. В детстве на него повлияли бразильские музыканты, такие как Луис Гонзага и Джексон ду Пандейру. Позже он переехал в Сан-Паулу чтобы начать музыкальную карьеру.

## Музыкальная карьера
В 1960-е годы был участником музыкального движения «Тропикалия» вместе с такими музыкантами как Каэтану Велозу, Жилберту Жил, Os Mutantes и другими артистами. В конце 1968 года бразильское военное правительство обрушились на тропикалистов с жёсткой цензурой. В 1970-е и 1980-е Том Зе ушёл в андеграунд, экспериментировал со стилем и звучанием.
После того как в 1990-х гг Дэвид Бирн обнаружил его альбом во время поездки в Рио-де-Жанейро, творчество музыканта стало более широко известно в США и других странах.

## Влияние
В 2017 году Антон Аксюк, Псой Короленко, Юлия Теуникова, Алиса Тен и Ян Бедерман основали проект «Дефеса» (от порт. defesa — защита). Музыканты исполняют песни авторов движения «Тропикалия», в частности Тома Зе, на двух языках — русском и бразильском. Так, на одном из концертов «Дефеса» исполнила песню «Tô» на русском языке, а в конце на её мотив Короленко исполнил стихотворение Александра Пушкина «Я вас любил...».

## Дискография
- 1968: Grande Liquidação
- 1970: Tom Zé (album)
- 1972: Se o Caso É Chorar
- 1973: Todos os Olhos
- 1976: Estudando o Samba
- 1978: Correio da Estação do Brás
- 1984: Nave Maria
- 1990: Brazil Classics, Vol. 4: The Best of Tom Zé - Massive Hits (Compilation)
- 1992: Brazil Classics, Vol. 5: The Hips of Tradition
- 1997: Parabelo (with Zé Miguel Wisnik)
- 1998: Com Defeito de Fabricação
- 1999: Postmodern Platos
- 1999: 20 Preferidas
- 2000: Série Dois Momentos (vols. 1, 2, and 15)
- 2000: Jogos de Armar
- 2002: Santagustin
- 2003: Imprensa Cantada
- 2005: Estudando o Pagode - Na Opereta Segregamulher e Amor
- 2006: Danç-Êh-Sá
- 2008: Danç-Êh-Sá Ao Vivo (live)
- 2008: Estudando a Bossa - Nordeste Plaza
- 2009: O Pirulito Da Ciência - Tom Zé & Banda Ao Vivo
- 2010: Studies of Tom Zé: Explaining Things So I Can Confuse You
- 2012: Tropicália Lixo Lógico
- 2013: Tribunal do Feicebuqui
- 2014: "Vira Lata na Via Láctea"
- 2016: "Canções Eróticas de Ninar"
- 2017: "Sem Você Não A"